# Hommes en détresse
Pour plus de détails, voir Fiche technique et Distribution.
Hommes en détresse (La guerra de Dios) est un film espagnol de Rafael Gil, sorti en 1953.

## Synopsis
Le film relate les efforts, au début des années 1930, d'un jeune prêtre envoyé dans un village minier pauvre.

## Fiche technique
- Titre original : La Guerra de Dios
- Titre français : Hommes en détresse
- Réalisation : Rafael Gil
- Scénario : Vicente Escrivá et Ramón D. Faraldo
- Photographie : Alfredo Fraile
- Montage : José Antonio Rojo (es)
- Musique : Joaquín Rodrigo
- Pays de production : Espagne
- Genre : drame
- Date de sortie : 30 septembre 1953 (Espagne)

## Distribution
- Claude Laydu  (VF : lui-même) : Père Andrés Mendoza
- Francisco Rabal  (VF : Roland Ménard) : Martín
- José Marco Davó  (VF : Stéphane Audel) : Don César
- Fernando Sancho  (VF : Claude Bertrand) : Barrona
- Gérard Tichy  (VF : Jean Violette) : El Negro
- Jaime Blanch  (VF : Jacky Gencel) : le petit Daniel
- Ángel Álvarez : l'épicier
- Alberto Romea : l'administrateur
- Carmen Rodriguez  (VF : Cécile Didier) : la maman d'Andrés
- Maria Eugenia Escriva : la petite Margarita
- Ricardo Calvo : l'évêque
- Julia Caba Alba  (VF : Héléna Manson) : la sœur de don César
- Milagros Leal  (VF : Lita Recio) : la femme du maire
- Felix Dafauce : le secrétaire de l'évêque
- Mariano Azana : le facteur
- Jose Sepulveda : le médecin
- Jose Manuel Martin : le manchot